# آذار نفيسي
آذار نفيسي (ولدت عام 1955) كاتبة إيرانية، أستاذة في جامعة جونز هوبكنز. حائزة على زمالة من جامعة أوكسفورد عملت في إيران كأستاذة للأدب الإنجليزي في جامعة طهران والجامعة الإسلامية المفتوحة وجامعة العلامة الطباطبائي. وقد فصلت من جامعة طهران بسبب رفضها ارتداء الحجاب غادرت إيران إلى الولايات المتحدة عام 1997. كتبت الكثير من المقالات في الصحف مثل نيو يورك تايمز واشنطن بوست وول ستريت جورنال ونيويورك ريببلك. وظهرت في الكثير من المقابلات والبرامج الإذاعية والتلفزيونية. تعيش حاليًا في واشنطن دي سي مع زوجها وولديها.

## مؤلفاتها
- أن تقرأ لوليتا في طهران حاز شهرة ونجاح كبيرين وترجم إلى 32 لغة، وتصدر قائمة الكتب الأكثر مبيعا للنيويورك تايمز لمدة أكثر من مائة أسبوع.[2]
- خلافًا لتيرا دراسة نقدية لروايات فلاديمير نابوكوف.[3]
- أشياء كنت ساكتة عنها.[4]
- جمهورية الخيال: أميركا في ثلاثة كتب[5]

## روابط خارجية
- آذار نفيسي على موقع ميوزك برينز (الإنجليزية)